# Monkova dolina
Die Monkova dolina (deutsch Monk-Tal, ungarisch Monk-völgy, polnisch Dolina Mąkowa) ist ein Tal in der Slowakei im mittleren Teil des Gebirges Belianske Tatry (deutsch Belaer Tatra).

## Beschreibung und Abgrenzung
Das Tal ist ungefähr vier Kilometer lang und befindet sich südwestlich der Gemeinde Ždiar, zwischen den Massiven der Berge Ždiarska vidla (2142 m n.m.) westlich und Zadné Jatky (2020 m n.m.) östlich des Tals. Es verläuft vom 1826 m n.m. hohen Sattel Široké sedlo am Hauptkamm der Belaer Tatra grob nordwärts bis zur Furche von Ždiar. Das Tal ist zwischen den Gemeinden Ždiar und Vysoké Tatry (Katastralgemeinde Tatranská Lomnica) geteilt.

## Gewässer
Durch das Tal fließt der Bach Rígeľský potok, der als rechtsseitiger Zufluss in die Biela mündet.

## Name und Geschichte
Der Name des Tals leitet sich von der Bergweide Monkova poľana nahe der Talmündung ab, die wiederum nach dem örtlich häufig vorkommenden Nachnamen Monka benannt worden ist. Nach Angaben der Monographie der Stadt Spišská Belá, zu der historisch das Tal mehrheitlich gehörte, ließ sich 1781–1782 in den städtischen Wäldern ein gewisser Jonek Monka nieder. Gemäß einem Beschluss der Stadtrats vom 22. Juni 1784 sollte Monka nach Ablauf einer sechsjährigen Frist eine Steuer in Höhe von acht Gulden entrichten, im Gegenzug gewährte die Stadt Weiderecht und gab die Erlaubnis, eine begrenzte Menge Holz zu nehmen und ein Stück Ackerland zu bearbeiten.
Jäger, Hirten und Kräutler waren frühen Nutznießer des Tales und hinterließen erste Saumpfade. Die reiche Flora lockte Mönche des Kamaldulenserordens aus dem nahen Roten Kloster in das Tal, so auch Frater Cyprian, der kurz nach 1760 Pflanzen in der Gegend von Široké sedlo sammelte. Aus den alten Saumpfaden entstand später ein Wanderweg von Ždiar zum Široké sedlo und weiter nach Kopské sedlo an der Grenze zur Hohen Tatra. Dieser wurde 1978 für Touristen gesperrt, ebenso wie der Weg zum Gipfel der Ždiarska vidla sowie der Weg am Hauptkamm der Belaer Tatra. Im Gegensatz zu beiden letztgenannten Wegen konnte der Weg durch Monkova dolina und Široké sedlo am 1. Juli 1993 als Lehrpfad feierlich wieder geöffnet und mit neuen Informationstafeln versehen werden. Zuerst war er nur als Einbahnweg von Ždiar heraus in Betrieb, seit dem 15. Juni 2009 ist er wieder ein offizieller Wanderweg und in beiden Richtungen begehbar.
Am 11. Juli 2024 verschüttete während eines Starkregenereignisses ein vom Sattel Žlebínske sedlo kommender Murgang eine touristische Schutzhütte im Tal, in der sich 16 Touristen befanden. Zwei Menschen kamen ums Leben, weitere vier wurden verletzt. Der Murgang unterbrach den einzigen Wanderweg im Tal, somit musste eine provisorische Umleitung über einen bisher nicht touristisch erschlossenen Seitenrücken eingerichtet werden.

## Tourismus
Durch das Tal verläuft ein rot markierter Wanderweg von Ždiar über den Sattel Široké sedlo, mit dem Ziel im Sattel Kopské sedlo. Der Weg ist nur saisonal vom 1. Juni bis zum 31. Oktober begehbar, da im Rest des Jahres eine Wintersperre gilt.